# Futebol paralímpico
O futebol paralímpico  consiste na adaptação do futebol regular para atletas com alguma deficiência. Estes desportos são jogados, normalmente, usando regras da Fifa, com modificações quanto ao terreno de jogo, equipamento, número de jogadores, e outras regras necessárias para tornar o jogo adequado aos atletas.
As duas principais versões do futebol paralímpico são o futebol de cinco, para atletas com deficiências visuais, e o futebol de sete, para atletas com paralisia cerebral.
O futebol paralímpico tem grande importância tanto no aspecto esportivo quanto social. Ele promove a inclusão, a valorização da diversidade, o desenvolvimento físico e psicológico das pessoas com deficiência, além de quebrar preconceitos e mostrar que limites podem ser superados com talento, treino e determinação.